# Johan Ludwig Lund
Johan Ludwig Gebhard Lund (principalement connu sous le nom de JL Lund) (16 octobre 1777 - 3 mars 1867) est un peintre danois, né à Kiel, duché de Holstein, du maître peintre Hans Giewert Lund et de sa femme Maria Magdalena Christina Bremer. Adepte du romantisme, il est connu pour ses peintures d'histoire.

## Formation d'artiste
Lund arrive à Copenhague pour se former en tant qu'artiste, et en 1797, à l'âge de 22 ans, il commence ses études à la Royal Danish Academy of Art avec le soutien de Johan-Frederik Clemens, graveur royal reconnu et membre influent de l'Académie. Il entre rapidement en contact avec les riches et les puissants de cette époque, ce qui a une influence décisive sur son développement artistique. Il étudie avec le néoclassique Nicolai Abraham Abildgaard à l'Académie de 1797 à 1799 et enseigne le dessin en privé pendant ses années d'études. Il reçoit le petit médaillon d'argent de l'Académie en 1798 et le grand médaillon d'argent en 1799, mais n'a jamais concouru pour le médaillon d'or.

## Voyages étudiants
Lund est ami avec Caspar David Friedrich, un autre étudiant de l'Académie et un autre romantique aux vues similaires, et voyage avec lui à Dresde, en Allemagne, en 1799 pour poursuivre ses études à l'Académie de Dresde. De là, il se rend à Paris, où il étudie auprès de Jacques-Louis David du 16 septembre 1800 à avril 1802. Pendant ce temps, il fait également des excursions en Suisse et sur le lac Majeur (août-octobre 1801).

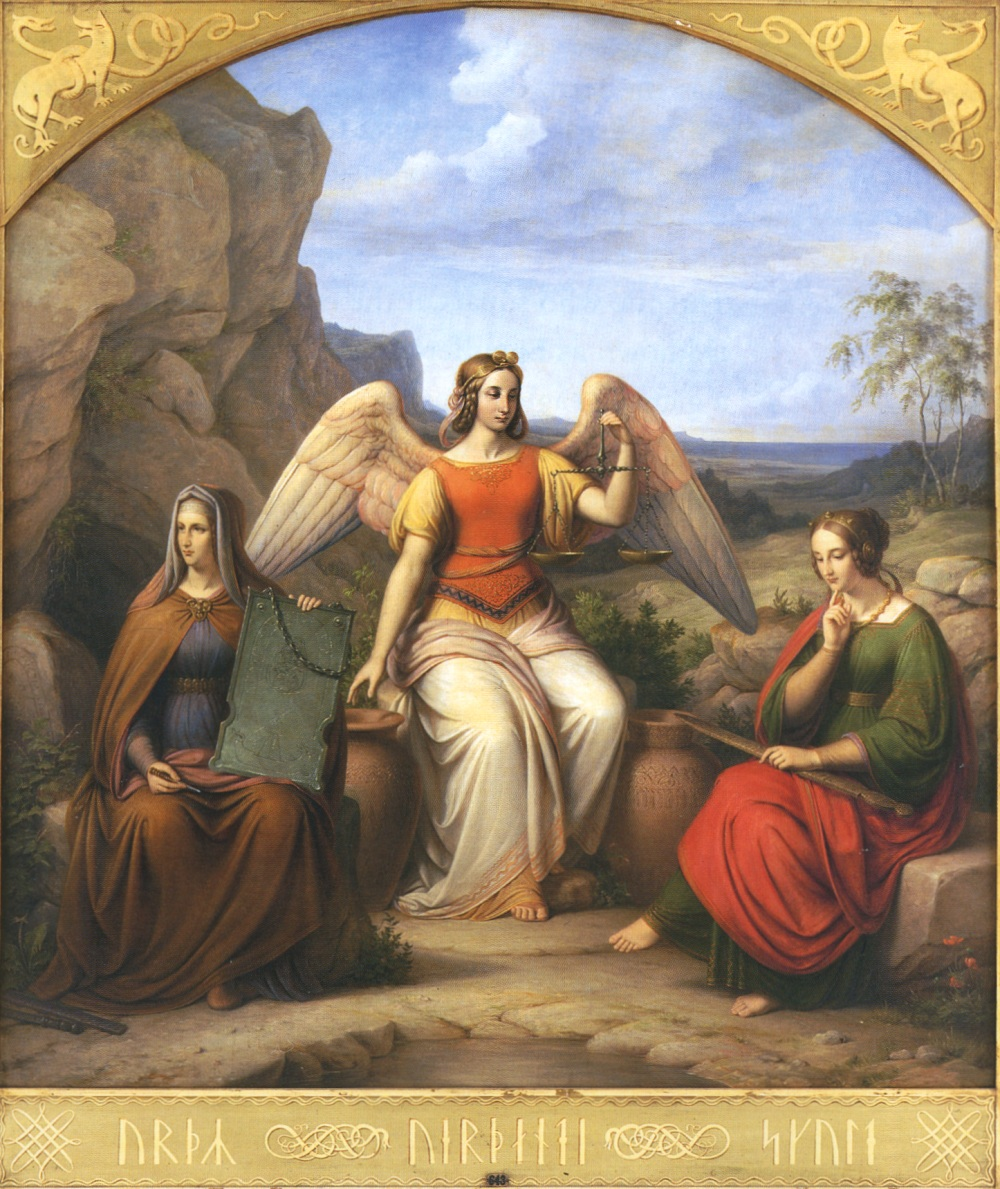
Les trois Nornes de la mythologie nordique

Il se rend en Italie en 1802, d'abord à Florence puis à Rome, où il vit de 1802 à 1810. A Florence, il est profondément marqué par l'art religieux antérieur à Raphaël. Il fait partie de la colonie expatriée d'artistes et de scientifiques danois et allemands en Italie, qui comprend Friederike Brun, Charlotte Humboldt, Jörgen Zoega et Bertel Thorvaldsen. Cultivé, talentueux et sociable, il s'assure de nombreux contacts importants pendant cette période, notamment ceux au sein de la maison royale danoise.
De 1804 à 1807, il reçoit des allocations de l'Académie, notamment une indemnité de voyage pour soutenir son séjour en Italie, entre 1804 et 1806.
Pendant ce temps et aussi des années plus tard lors d'un séjour ultérieur à Rome, il s'associe aux peintres allemands connus sous le nom de Nazaréens, un groupe de peintres romantiques dirigé par Johann Friedrich Overbeck et Peter Cornelius. Il étudie avec eux le style de peinture italien précoce, alors considéré comme primitif.
En 1803 et 1804, il peint un grand tableau, " Andromache i Afmagt ved Synet af Hectors mishandlede Lig " ("Andromaque, impuissant à la vue du cadavre décrié d'Hector ") qui est saisi par des pirates anglais en 1807 lors de son voyage vers le Danemark. C'est pendant les guerres napoléoniennes lorsque l'Angleterre et le Danemark sont ennemis. Ce tableau se trouve maintenant dans la résidence de l'ambassadeur du Danemark à Rome. Un autre peint entre 1807 et 1811, " Pyrrhus og Andromache ved Hectors Grav " (" Pyrrhus et Andromaque sur la tombe d'Hector "), apporté à la Collection royale danoise de peinture, aujourd'hui Galerie nationale danoise (Statens Museum for Kunst), par le baron Schubart, consul général à Livourne.
Ces peintures l'aident à s'établir comme un peintre idéaliste et romantique, contrairement à l'approche réaliste des arts visuels de son rival néoclassique, Christoffer Wilhelm Eckersberg. Les deux artistes représentent, pendant de nombreuses années, des points de vue et des idéaux culturels opposés sur la scène artistique danoise.

## Carrière académique

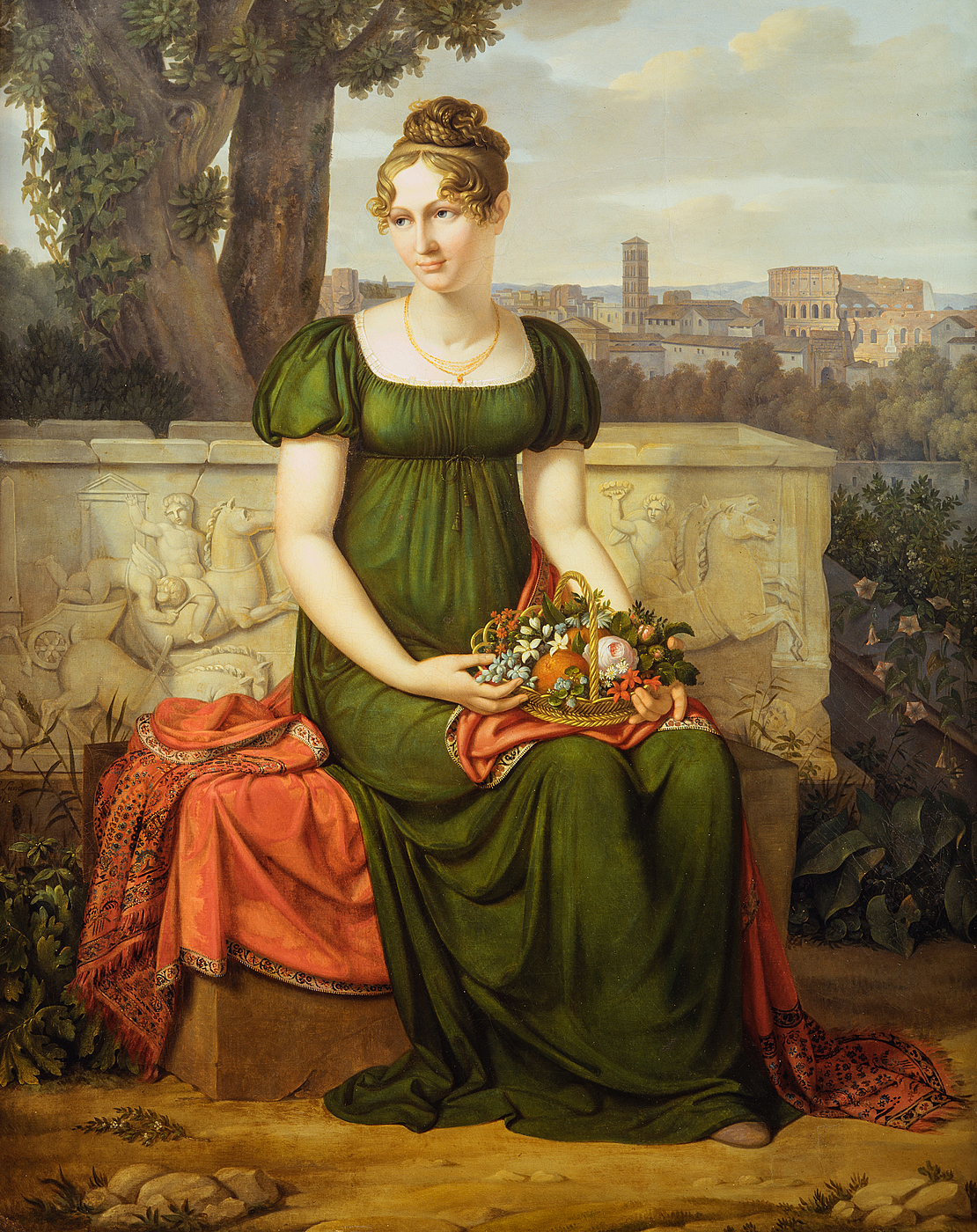
Ida Brun, 1811

En 1809, Lund cherche à obtenir le poste de professeur de l'Académie laissé vacant par son ancien professeur Abildgaard à sa mort en 1806. Il retourne au Danemark en 1810 avec Frederikke Brun afin de briguer plus activement le poste d'enseignant.
Il commence à exposer à Charlottenborg en 1812 et y expose régulièrement jusqu'en 1861. L'Académie l'invite également à demander son adhésion en 1812. Il présente le tableau " Habor og Signe " (Hagbard et Signy) pour sa candidature, et il est accepté à l'Académie en 1814. Bien que sa peinture sur le thème nordique ait reçu des éloges, elle n'est pas exposée dans la grande galerie de peinture. Bien qu'il ait reçu l'approbation de l'Académie pour devenir membre, il ne reçoit pas leur recommandation pour devenir soit peintre d'histoire royale, soit professeur.
L'Académie, considérant non seulement l'offre de Lund pour le poste, mais aussi celle de son rival Eckersberg ainsi que celle de Christian Gotlieb Kratzenstein-Stub, souhaite reporter une décision jusqu'à ce qu'Eckersberg rentre chez lui après ses voyages d'étudiants. Lund perd patience avec ces retards et retourne à Rome où il vit de 1816 à 1819. Il a maintenant décidé de s'établir comme peintre d'autel et comme membre des Nazaréens.
En 1818, avec le soutien du prince Christian Frederik, il est finalement nommé professeur à l'Académie avec Christoffer Wilhelm Eckersberg.
Il retourne ensuite à Copenhague accompagné de Bertel Thorvaldsen en 1819, et épouse Augusta Lorentzen, fille de l'organiste, Johan Henrich Lorentzen, et sa femme, Frederikke Vilhelmine Lintrup, le 24 décembre 1820.
L'embauche des deux artistes à l'École de peinture de modèles apporte une nouvelle vitalité à l'Académie. Mais alors que l'étoile et le réalisme d'Eckersberg soient en ascension, et qu'on se souvient de lui comme du père de l'âge d'or de la peinture danoise, l'étoile et le romantisme de Lund sont principalement en déclin.
Mais au cours de ses 42 années à l'Académie, Lund a une forte influence sur ses nombreux élèves. Il les encourage à étudier l'art paysager hollandais du XVIIe siècle, que l'on pouvait facilement voir à Copenhague. Son approche romantique de l'art est très appréciée par un groupe de jeunes peintres paysagistes plus jeunes que les élèves d'Eckersberg; ils visent à produire des paysages évocateurs en réaction aux représentations précises de la nature d'Eckersberg. Cette tendance culmine dans les paysages à grande échelle du style nationaliste romantique. Ses étudiants les plus proches sont le peintre historique Ditlev Blunck et les peintres paysagistes Johan Thomas Lundbye, Dankvart Dreyer, Peter Christian Skovgaard et Vilhelm Kyhn.
Il est trésorier de l'Académie de 1821 à 1832 et de nouveau de 1854 à 1866. Il cesse d'enseigner en 1861 et est finalement nommé etatsråd (conseiller ou conseillère d'État). Il n'a jamais été nommé au poste le plus élevé de l'Académie, directeur de l'Académie, contrairement à Eckersberg, son ancien rival, qui occupe ce poste de 1827 à 1829.
Il a une personnalité joyeuse et positive et est frais et plein de vie jusqu'à l'âge de 89 ans. Il est mort de causes naturelles sans aucun signe de maladie pendant son sommeil. Lund garde son orientation internationale tout au long de sa vie contrairement au nationalisme et au régionalisme croissants dans les arts. Il continue à garder ses contacts en Allemagne et en Italie.

## Travaux

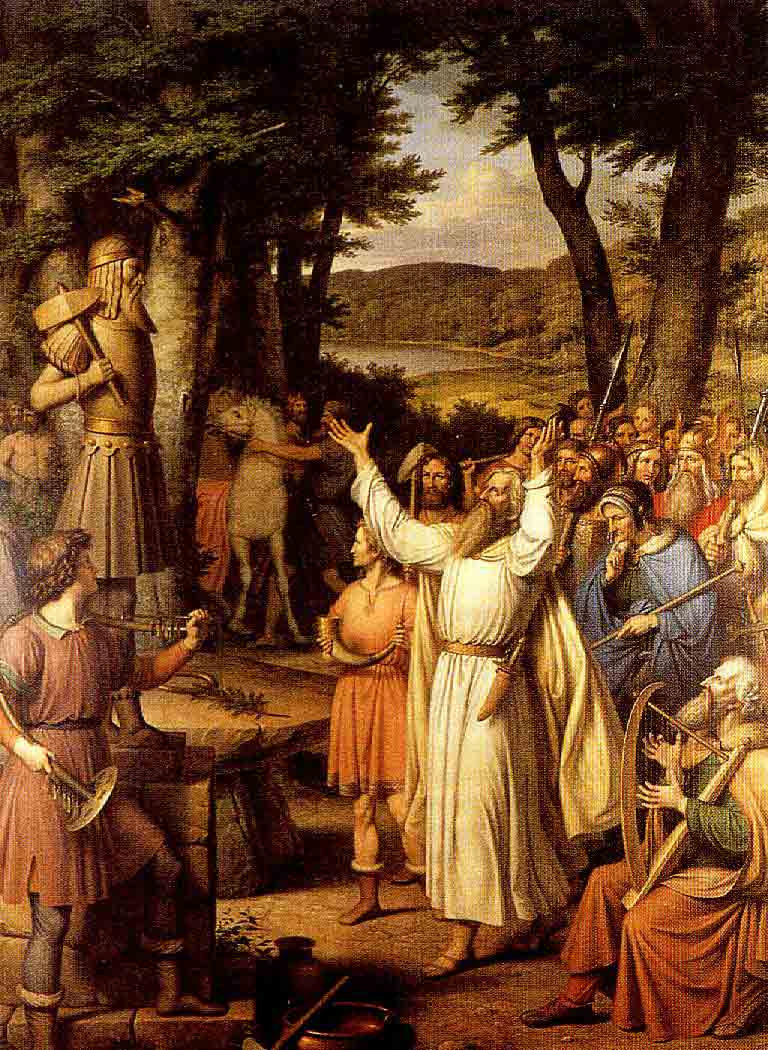
Scène sacrificielle nordique de la période d'Odin, 1831

Ses principales œuvres sont des peintures historiques avec des thèmes historiques, mythologiques et bibliques, comme les cinq grandes peintures du palais de Christiansborg à Copenhague, qui dépeignent les différentes périodes culturelles du Danemark. Ceux-ci comprennent " Christendommens indførelse i Danmark " ("L'introduction du christianisme au Danemark") peint en 1827, jusque-là la plus grande peinture à l'huile à avoir été peinte au Danemark. Encore une fois, sa mission est assortie d'une mission comparable confiée à Eckersberg, pour lequel il peint la lignée de la famille royale d'Oldenborg en huit grands tableaux, vraisemblablement pour remplacer ceux peints par Abildgaard et détruits dans l'incendie de 1794.
L'autre tableau de la série de Lund est " Nordisk offerscene fra den Odinske periode " ("Scène sacrificielle nordique de la période d'Odin") peint en 1831, " Solens tilbedelse " ("Le culte du soleil") peint en 1834, " Procession ved Kristi Legemsfest fra den katolske tid i Danmark " ("Corpus Christi Procession de la période catholique du Danemark") peint en 1834, et "' Luthersk gudstjeneste " ("Service de l'église luthérienne") peint en 1843.
Les peintures de Lund et Eckersberg survivent à l'incendie de Christiansborg en 1884.
Il est également bien connu pour ses retables et peintures de thèmes religieux, qui sont influencés par son admiration pour des peintres de la Renaissance tels que Fra Angelico, Le Pérugin et Raphael.
Ses petits paysages reçoivent également la faveur de l'historien de l'art, critique et défenseur d'un mouvement artistique national, Niels Laurits Høyen. Il peint peu de portraits. Il conçoit le rideau principal du Théâtre Royal avec vue sur l'Acropole en 1828, toujours accrochée à ce jour. Une esquisse préliminaire du projet se trouve au Musée du Théâtre. Le Royal Theatre possède d'autres œuvres d'art.
L'art italien primitif, son contact avec les Nazaréens, son compatriote et expatrié Bertel Thorvaldsen, et pour les idéaux du romantisme, laissent une influence profonde sur sa production artistique.
La Bibliothèque royale abrite une collection de ses lettres, notamment une correspondance avec de jeunes artistes qui témoigne de son influence sur eux.
Il est dépeint comme un vieil homme dans un tableau d'un de ses élèves, le professeur August Schiøtt, un portraitiste talentueux. Ce portrait, considéré comme l'un de ses meilleurs, conduit à l'adhésion de Schiott à l'Académie en 1854.
Les œuvres de Lund figurent dans divers musées d'art danois, dont la Galerie nationale danoise. Ses œuvres font également partie des collections de plusieurs châteaux danois, ainsi que des œuvres religieuses que l'on trouve dans diverses églises danoises.